# Copa de Clubes de la CECAFA 1977
La Copa de Clubes de la CECAFA 1977 fue la cuarta edición de este torneo de fútbol a nivel de clubes de África organizado por la CECAFA y que contó con la participación de 8 equipos de países de África Central y África Oriental.
El campeón defensor Luo Union de Kenia venció al Horseed FC de Somalia en la final jugada en Tanzania para ser el primer equipo en ganar el torneo en años consecutivos.

## Fase de grupos

### Grupo A
Todos los partidos se jugaron en la ciudad de Tanga.
| Luo Union        | 4-2 | Gor Mahia        |
| KCC              | 0-1 | Zanzibar Navy FC |
| Zanzibar Navy FC | 1-2 | Gor Mahia        |
| KCC              | 1-0 | Luo Union        |
| Luo Union        | 3-1 | Zanzibar Navy FC |
| Gor Mahia        | 0-2 | KCC              |

| Club             | G | E | P | GF | GC | Pts |
| ---------------- | - | - | - | -- | -- | --- |
| Luo Union        | 2 | 0 | 1 | 7  | 4  | 4   |
| KCC              | 2 | 0 | 1 | 3  | 1  | 4   |
| Zanzibar Navy FC | 1 | 0 | 2 | 3  | 5  | 2   |
| Gor Mahia        | 1 | 0 | 2 | 4  | 7  | 2   |

### Grupo B
Todos los partidos se jugaron en Dar es Salaam.
| Simba SC              | 0-0 | Mufulira Wanderers FC |
| Horseed FC            | 1-0 | Yamaha Rangers FC     |
| Mufulira Wanderers FC | 1-1 | Horseed FC            |
| Yamaha Rangers FC     | 0-2 | Simba SC              |
| Mufulira Wanderers FC | 1-1 | Yamaha Rangers FC     |
| Simba SC              | 1-0 | Horseed FC            |

| Club                  | G | E | P | GF | GC | Pts |
| --------------------- | - | - | - | -- | -- | --- |
| Simba SC              | 2 | 1 | 0 | 3  | 0  | 5   |
| Horseed FC            | 1 | 1 | 1 | 2  | 2  | 3   |
| Mufulira Wanderers FC | 0 | 3 | 0 | 2  | 2  | 3   |
| Yamaha Rangers FC     | 0 | 1 | 2 | 1  | 4  | 2   |

## Semifinales
| Equipo 1   | Resultado | Equipo 2 |
| ---------- | --------- | -------- |
| Luo Union  | 1-0       | Simba SC |
| Horseed FC | 1-0       | KCC      |

## Final
| Equipo 1  | Resultado | Equipo 2   |
| --------- | --------- | ---------- |
| Luo Union | 0-2       | Horseed FC |

## Campeón
| Copa de Clubes de la CECAFA 1977 |
| -------------------------------- |
| Bandera de Kenia                 |
| Luo Union 2º Título              |